# 奈良沙緒理
奈良沙緒理（1985年2月7日—），日本演員。

## 主要演出作品

### 特攝劇
- 平成超人七號系列作品 超人七號誕生35周年，2002年，「EVOLUTION」5部作 | EPISODE：4 純真 飾演 植物生命體"ミツコ"，同時兼任編劇。
- 燃烧吧!! 小露宝（朝日電視臺，1999年1月 - 2000年1月），栗原桃子。